# Chasing the Dragon (película)
Chasing the Dragon (en chino tradicional, 追龍; Sidney Lau, Jui1 Lung4), anteriormente conocida como King of Drug Dealers, es una película china y hongkonesa de acción y crimen dirigida por Jason Kwan y Wong Jing. La película está protagonizada por Andy Lau, que retoma su papel como Lee Rock de la serie cinematográfica del mismo nombre; y Donnie Yen como Crippled Ho, personaje basado en el gánster real Ng Sek-ho. La película trata sobre un inmigrante ilegal que, desde la China continental, se cuela en la corrupta Hong Kong colonizada por los británicos en 1963 y se transforma en un despiadado y emergente capo de la droga. La película es una nueva versión de la película To Be Number One de 1991.

## Argumento
En 1963, un inmigrante ilegal llamado Ho (Donnie Yen), se infiltra junto a sus tres 'hermanos' en Hong Kong, una ciudad corrupta gobernada por los británicos. Armado con su fuerza y agallas, escala posiciones en el mundo de las tríadas y los policías corruptos, llegando a tener un poder considerable, aunque luego queda lisiado a causa de sus adversarios. Pero esto no evita que se convierta en uno de los señores de la droga más poderosos y temidos de Hong Kong, solo bajo el control del sargento mayor detective, Lee Rock (Andy Lau). Sin embargo, con el establecimiento de la Comisión Independiente contra la Corrupción (ICAC) por parte de la policía en 1974, los problemas se tornan insuperables.
Basada, en parte, en las historias biográficas del detective Lui Lok, 'The Five-Hundred-Million-Dollar Inspector' (El inspector de los quinientos millones de dólares) conocido por su corrupción, y el capo Ng Sik-ho, un importante protagonista del tráfico internacional de drogas.

## Reparto
- Andy Lau es Lee Rock (雷洛; basado en Lui Lok).
- Donnie Yen es Crippled Ho (跛豪; basado en Ng Sek-ho).
- Kent Cheng es Piggy.
- Wilfred Lau es Wayne.
- Felix Wong
- Philip Keung es Will.
- Kang Yu es Chad.
- Michelle Hu es Jane.
- Raquel Xu
- Chun Wong
- Philip Ng
- Kent Tong es Tong.
- Niki Chow es May.
- Bryan Larkin es Ernest Hunt.
- Katy Scott
- Ben Ng es Chubby.

## Producción y recepción
El director Wong Jing voló personalmente a Canadá en 2016 para convencer a Yen de protagonizar su película Chasing the Dragon, mientras que Yen estaba filmando xXx: Return of Xander Cage en ese momento. Yen fue convencido por la sinceridad de Wong, jugando el papel de villano, desconocido para él, con escenas de lucha limitadas y la oportunidad de trabajar junto a Andy Lau. Yenes voló de regreso a Asia para participar en la película después de filmar xXx en 2016.
En septiembre de 2017, Chasing the Dragon fue lanzado a los cines y recibió críticas extremadamente positivas por parte de los críticos, citando la versatilidad de Yen como actor y su increíble interpretación de Ng Sek Ho, el personaje principal de la película. Chasing the Dragon también fue un gran éxito entre el público, superando el lanzamiento de Blade Runner 2049 en la mayor parte de Asia cuando ambos fueron estrenados; también venció a The Foreigner de Jackie Chan en los principales mercados asiáticos como China, Singapur y Hong Kong a pesar de la gran diferencia de comercialización que tuvo en Asia. En Hong Kong, Chasing the Dragon ganó más de diez veces la taquilla bruta de The Foreigner, y en la taquilla figura como una de las cinco mejores películas de Hong Kong en 2017. Chasing the Dragon obtuvo 86 millones de dólares estadounidenses solo en China.
Chasing the Dragon fue lanzado como un paquete digital combinado, con Blu-ray y DVD, el 23 de enero de 2018.